# Clethra nutantiflora
Clethra nutantiflora är en tvåhjärtbladig växtart som beskrevs av Paul Carpenter Standley, Amp; L. O. Williams och A.Molina. Clethra nutantiflora ingår i släktet Clethra och familjen Clethraceae. Inga underarter finns listade i Catalogue of Life.